# ウィリー・メッサーシュミット
“ウィリー”ヴィルヘルム・エミール・メッサーシュミット（Wilhelm Emil "Willy" Messerschmitt, 1898年6月26日 - 1978年9月15日）は、ドイツの航空機設計者である。
1934年にヴァルター・レーテルと設計したメッサーシュミット Bf109の設計者として知られる。Bf 109は第二次世界大戦のドイツ空軍の主力レシプロ戦闘機で、33,000機が生産された。その他に速度の世界記録を記録したBf109R(Me209)やメッサーシュミットの会社が開発・製造した双発ジェット戦闘機Me262などで知られる。ナチ党員。

## 経歴

### 戦前
フランクフルトでワイン商人の息子として生まれた。
青年時代、ドイツのグライダーのパイオニアであるフリードリッヒ・ハルト（Friedrich Harth）と親しくなった。メッサーシュミットがミュンヘン高等技術学校で学ぶ間も、ハルトとともにバイエルン航空機製造(Bayerische Flugzeugwerke、BFW)で航空機の製作を行った。1921年にグライダーS8を製作し、航続記録の世界記録を樹立した。同じ年にメッサーシュミットが単独で設計したグライダーS9を飛行させた。

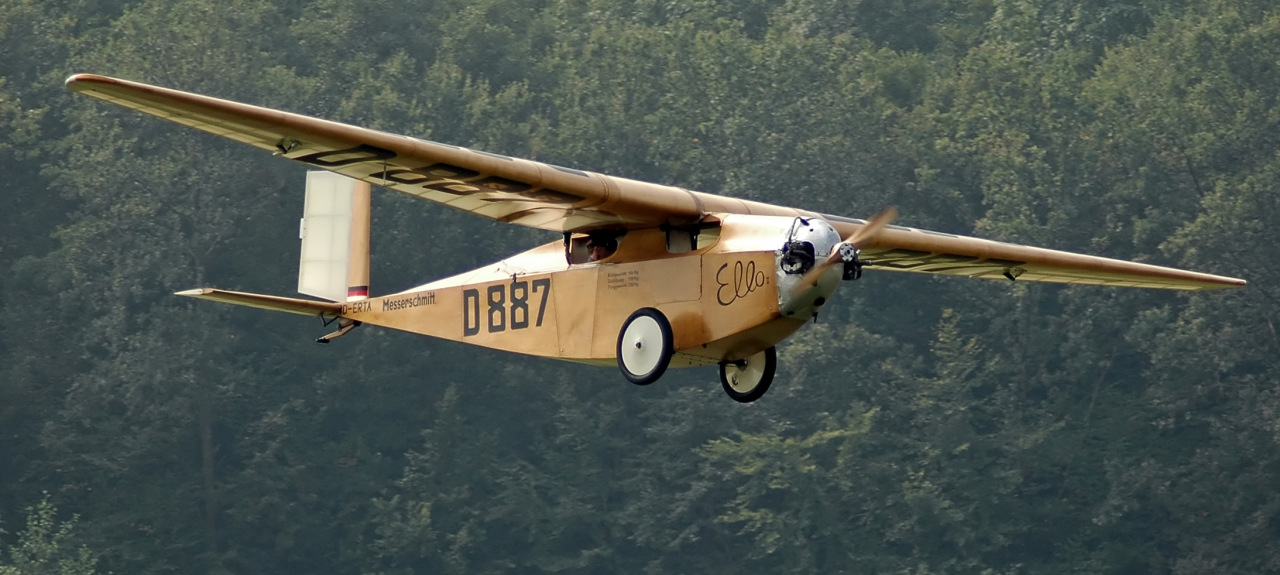
モーターグライダー M17

メッサーシュミット社設立

1923年にハルトから独立してアウクスブルクに自らの会社、メッサーシュミット航空機製造工場を設立し、モーターグライダーのM17、全金属製単葉輸送機のM18などを製造した。1927年に会社は、バイエルン州政府の意向でBFWに吸収合併されたが、合併後も設計は引き続きメッサーシュミットが担当した。1928年にメッサーシュミットが設計した軽輸送機M20はルフトハンザ航空で事故を起こし、契約は破棄され、BFWは1931年に破産した。ルフトハンザの社長エアハルト・ミルヒ（後のドイツ国防軍空軍元帥）はその事故で友人を失い、メッサーシュミットと対立する時期もあった。
1933年、ナチス政権に帝国航空省(Reichsluftfahrtministerium)が設立されると、その重職に就いたミルヒは、ドイツ航空工業の再編を行いBFWを再建した。その頃にメッサーシュミットは、低翼単葉のスポーツ機M37を設計した。これは航空省によってBf108という記号がつけられた。Bf108には先進的な技術が取り入れられ、若き天才としてメッサーシュミットが世界に注目されるきっかけとなった。
メッサーシュミット Bf109
1936年には航空省による単座戦闘機の競争試作でメッサーシュミットが設計したBf109が勝利した。このBf109の勝利に対して、競争相手のエルンスト・ハインケルは「He112がパイロットの支持を多くうけ、試作後期では性能的にも上回っていたのに敗北したのは、メッサーシュミットがナチス党員であったからだ」と主張している（ハインケルの自著）。しかし、当時の情勢として、試作初期の段階で仮想敵であるイギリスのスピットファイアの高速性があきらかになりつつあり、また当時数をそろえなければならなかったドイツ空軍は、一撃離脱性能に優れ、生産性にも配慮されたBf109を選んだのではとしている。ただし、メッサーシュミットがハインケルより宣伝に長けており、空軍や航空省へ強力にアプローチした背景もある。この戦闘機Bf109こそが、彼の名を歴史に長くとどめる理由でもある。1938年にはノーベル賞に対抗してナチス・ドイツが制定した「ドイツ芸術科学国家賞」を受賞した。

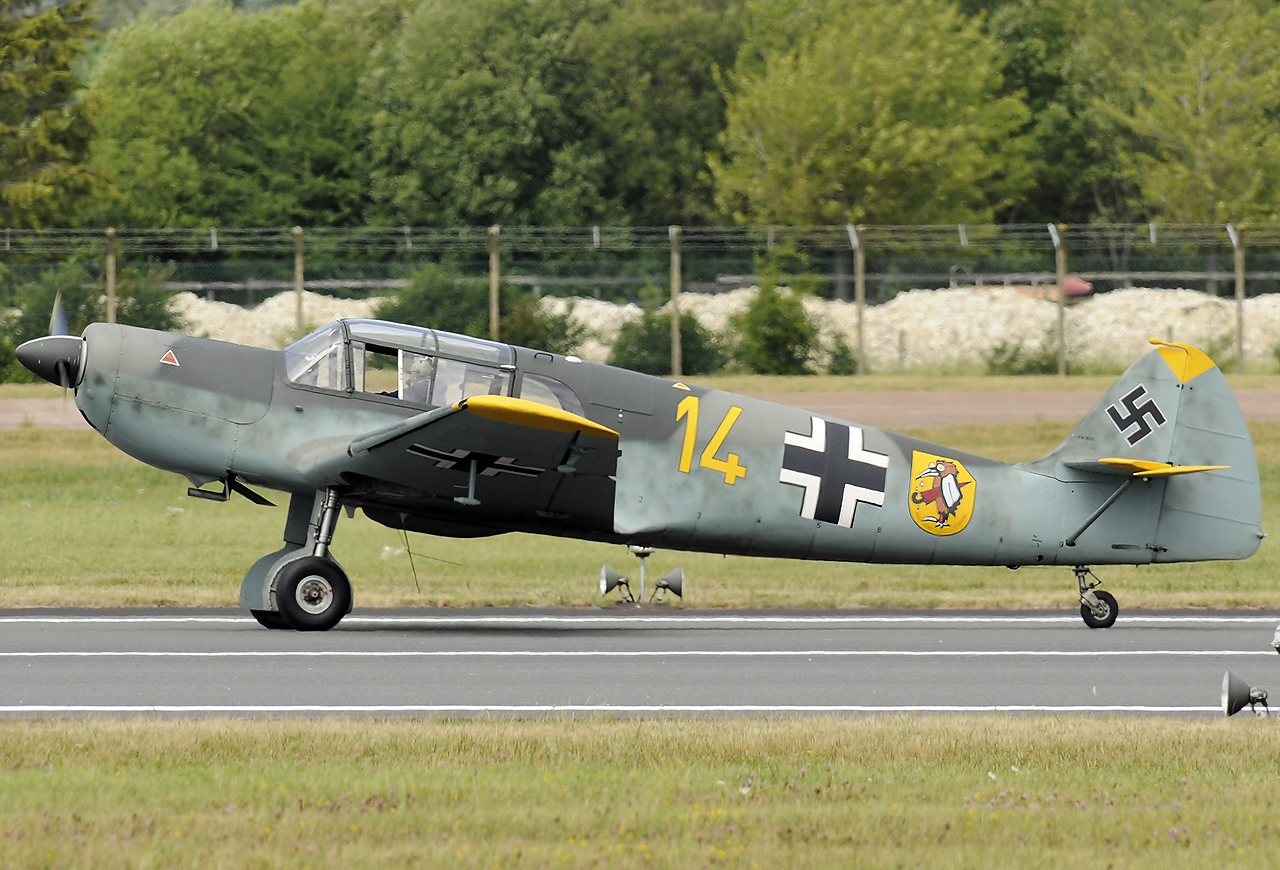
過渡期の機体 Bf108
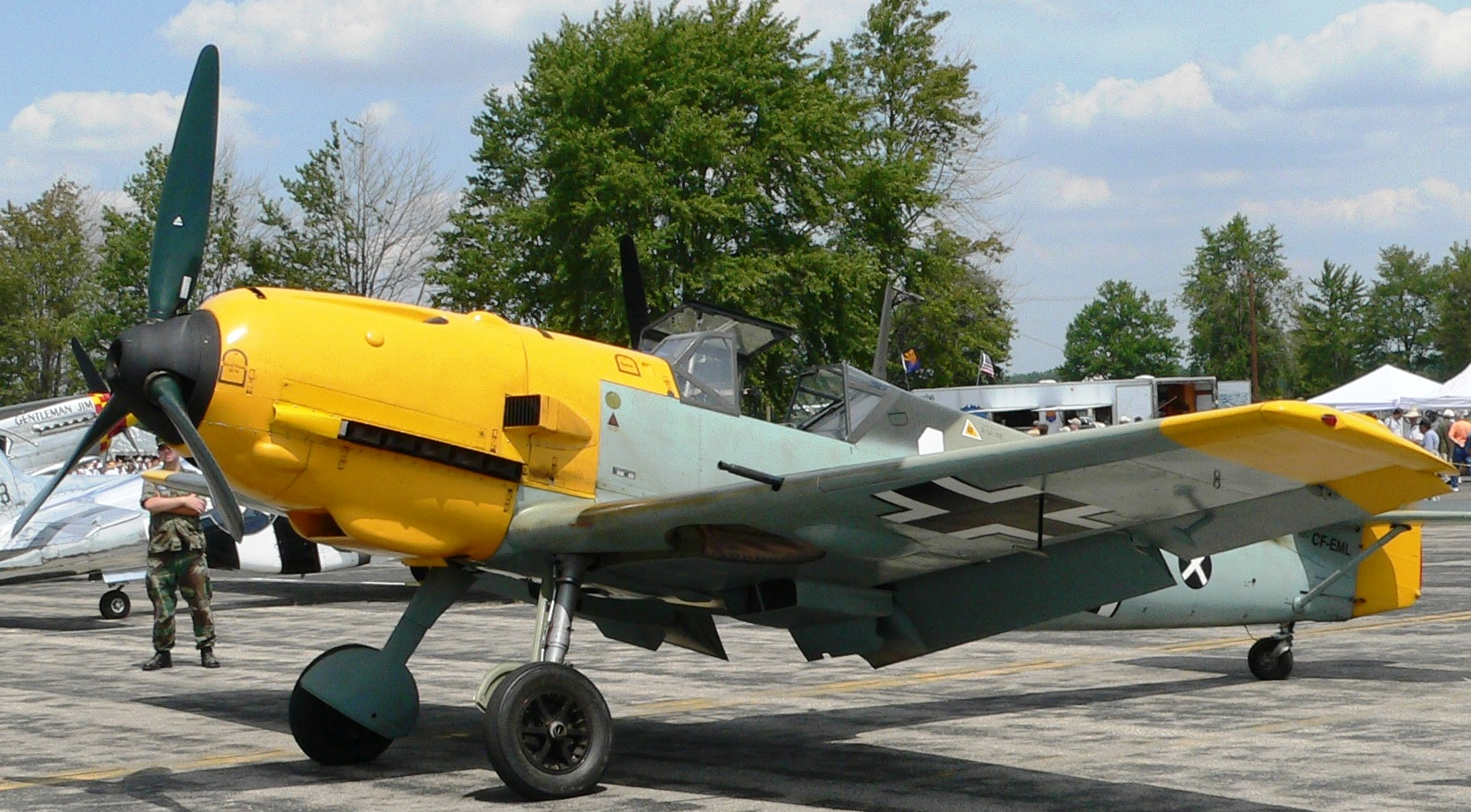
前期型 Bf109E-4
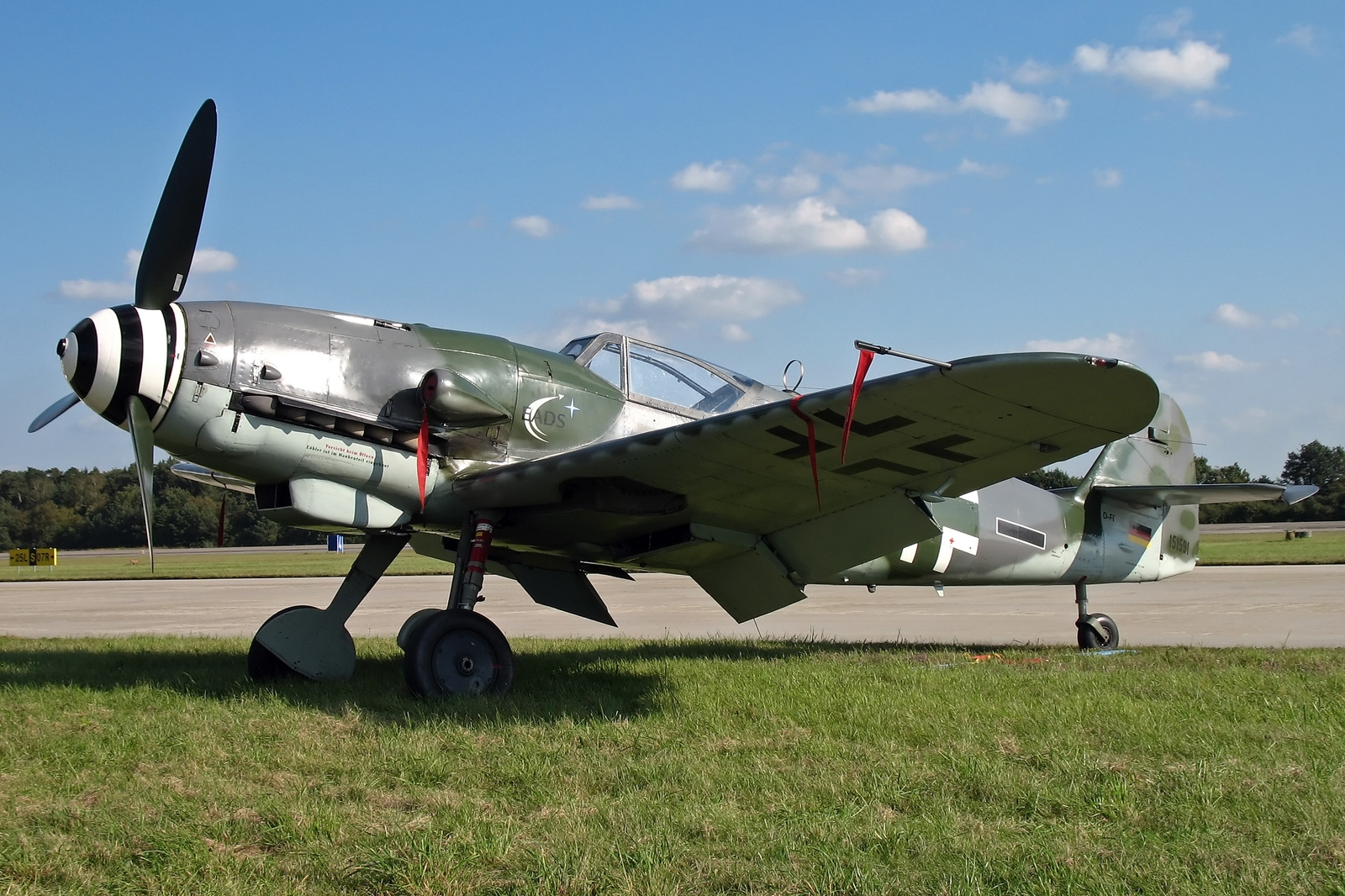
後期型 Bf109G-10

### 戦中

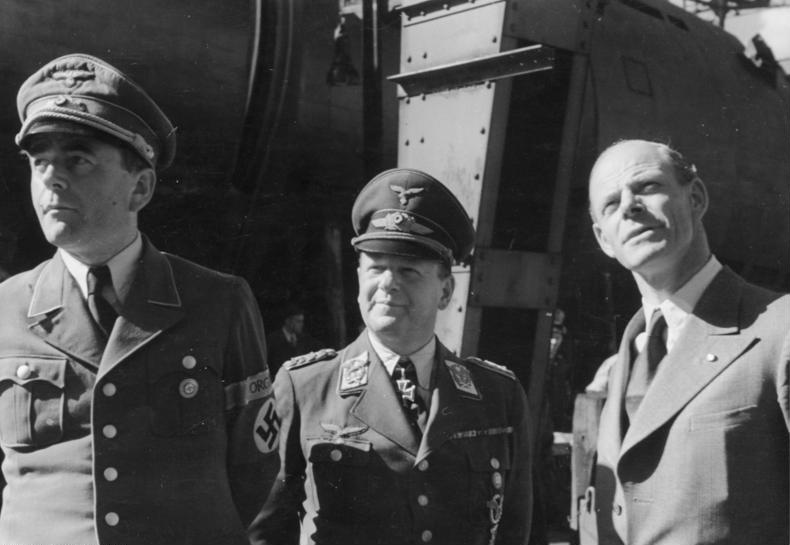
アルベルト・シュペーア軍需相(左)、エアハルト・ミルヒ空軍元帥(中)とメッサーシュミット(右)(1944年)

1938年7月11日にメッサーシュミットはBFWの支配人となり、社名もメッサーシュミット株式会社(Messerschmitt AG)に改められたが、メッサーシュミットは経営的にも優れた才能を発揮した。さらに双発の戦闘機としてBf110が採用されたが、バトル・オブ・ブリテンでは爆撃機の護衛という任務を達成することができず、作戦失敗の原因のひとつとなった。
Bf109、110の成功で頂点に達したメッサーシュミットの評価は、後継機として設計･開発したMe309、Me210が失敗作となったために完全に失墜する。当時、メッサーシュミットに絶大な信頼を寄せていた空軍や航空省は、「保険」としての平行開発機も用意しておらず、新型機の生産･配備計画まで白紙に戻るなど、戦時下のドイツに極めて深刻な事態をもたらした。その後メッサーシュミットは双発ジェット戦闘機Me262を開発したが、軍の干渉が設計にまで及びはじめ、かつての精彩はなく、遂には航空技術局から新型機の製作許可が全く下りない事態に至った。
代表作とされるBf109や、その原型となったBf108(M37)についても、実はウィリー・メッサーシュミット自身より、同時期にハインケルからバイエルン航空機製造社に入社したロベルト・ルッサーの役割が大きいという説もある。ルッサーは1938年にバイエルンを離れるが、前述のMe309、Me210はルッサー入社前のメッサーシュミットの設計傾向に(悪い意味でも)回帰しており、深刻な安定性不足などを生じる結果となった。

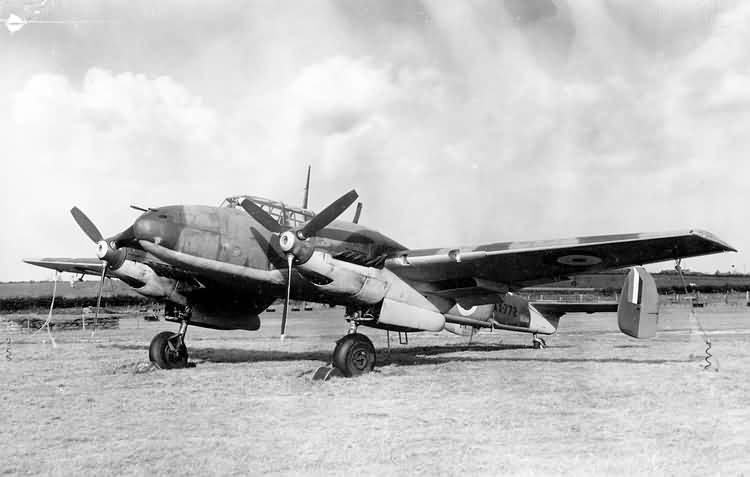
重戦闘機 Bf110C-4
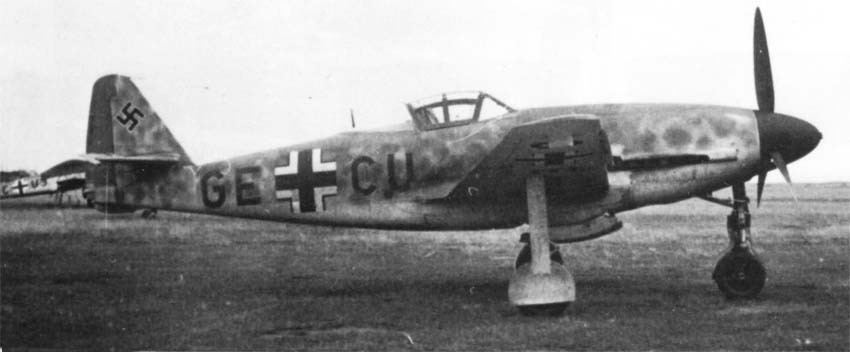
試作に終わったMe309V-1
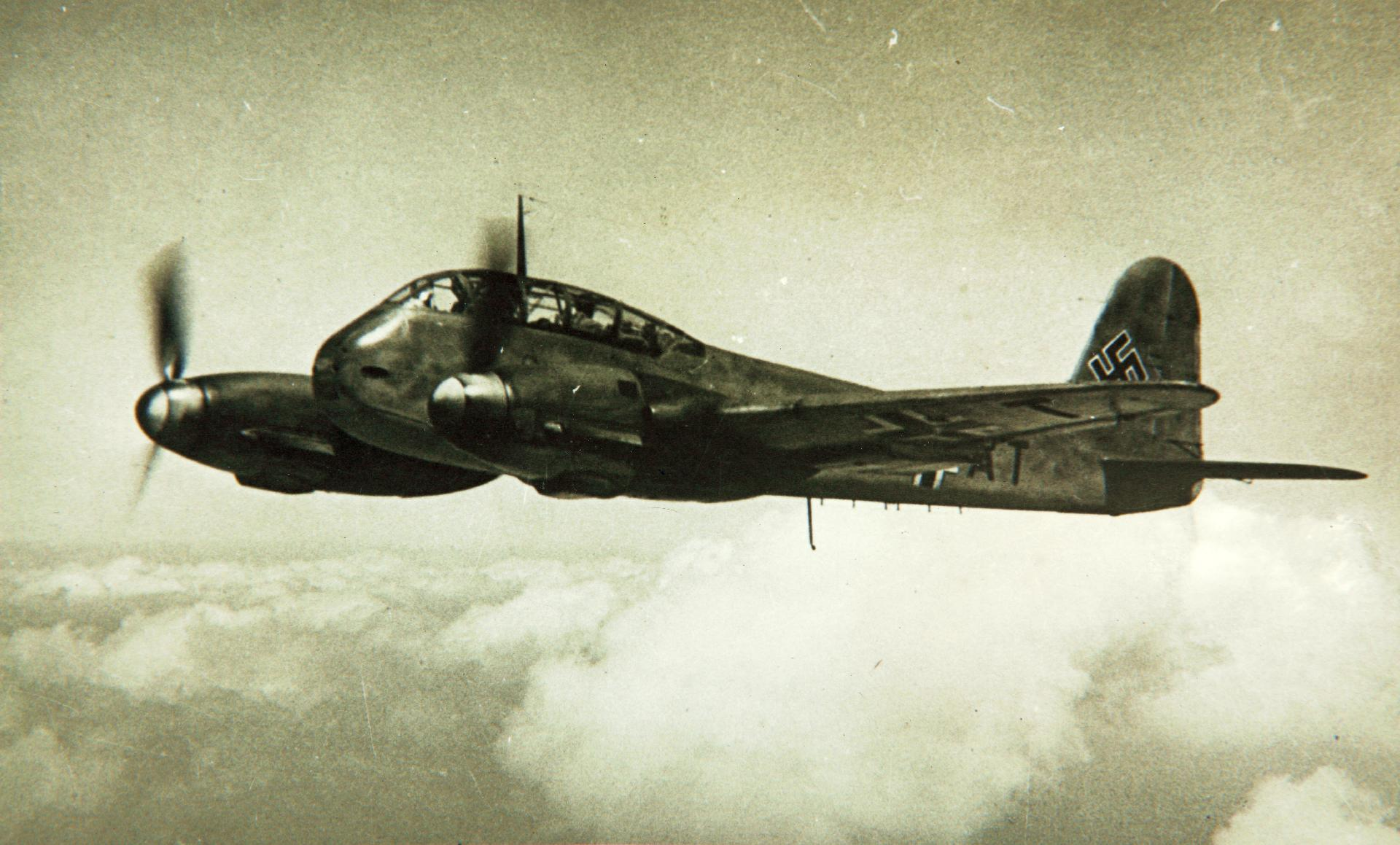
失敗作の評価がある重双発機 Me210
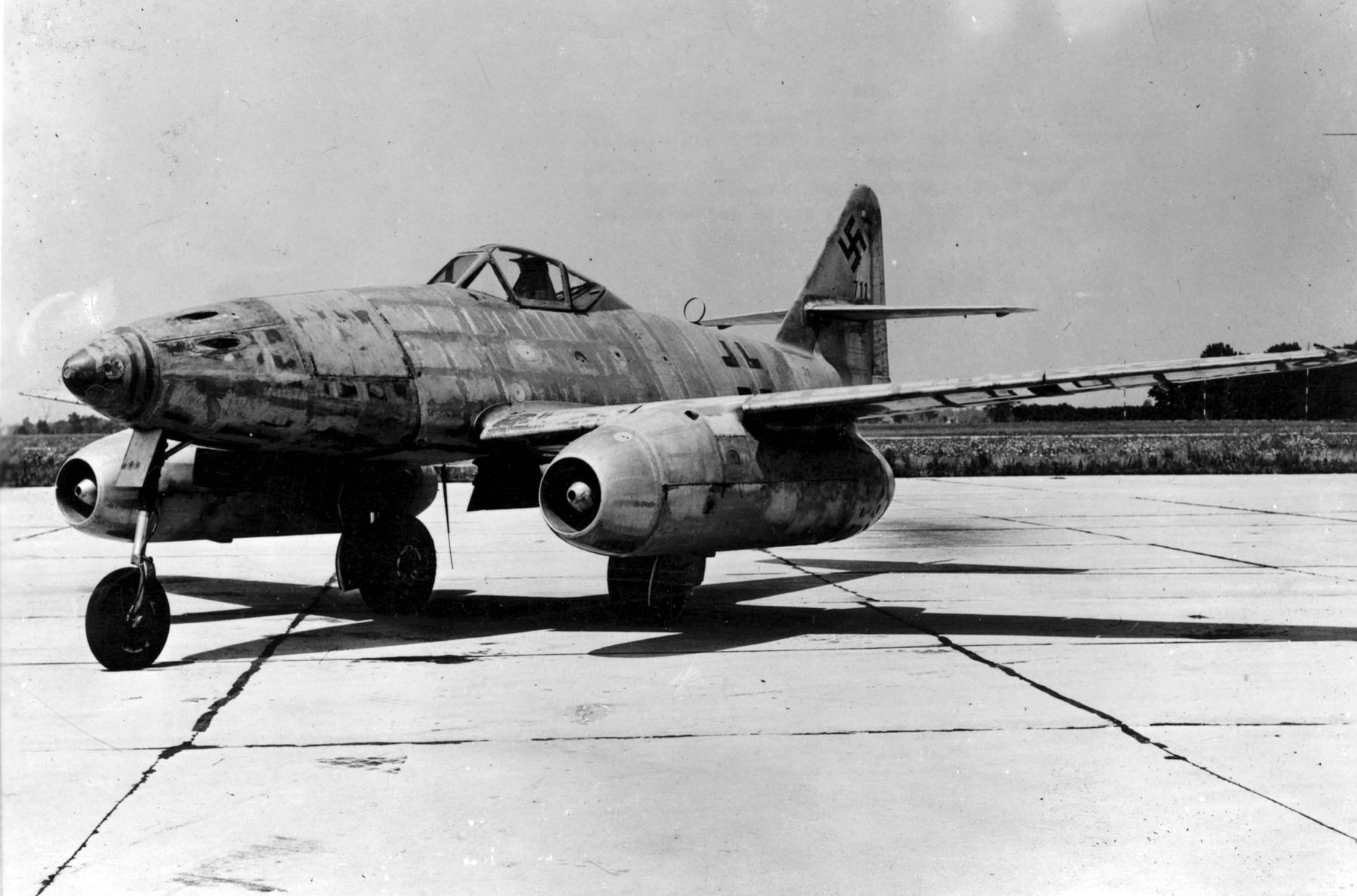
世界初の実用ジェット機 Me262A

### 戦後

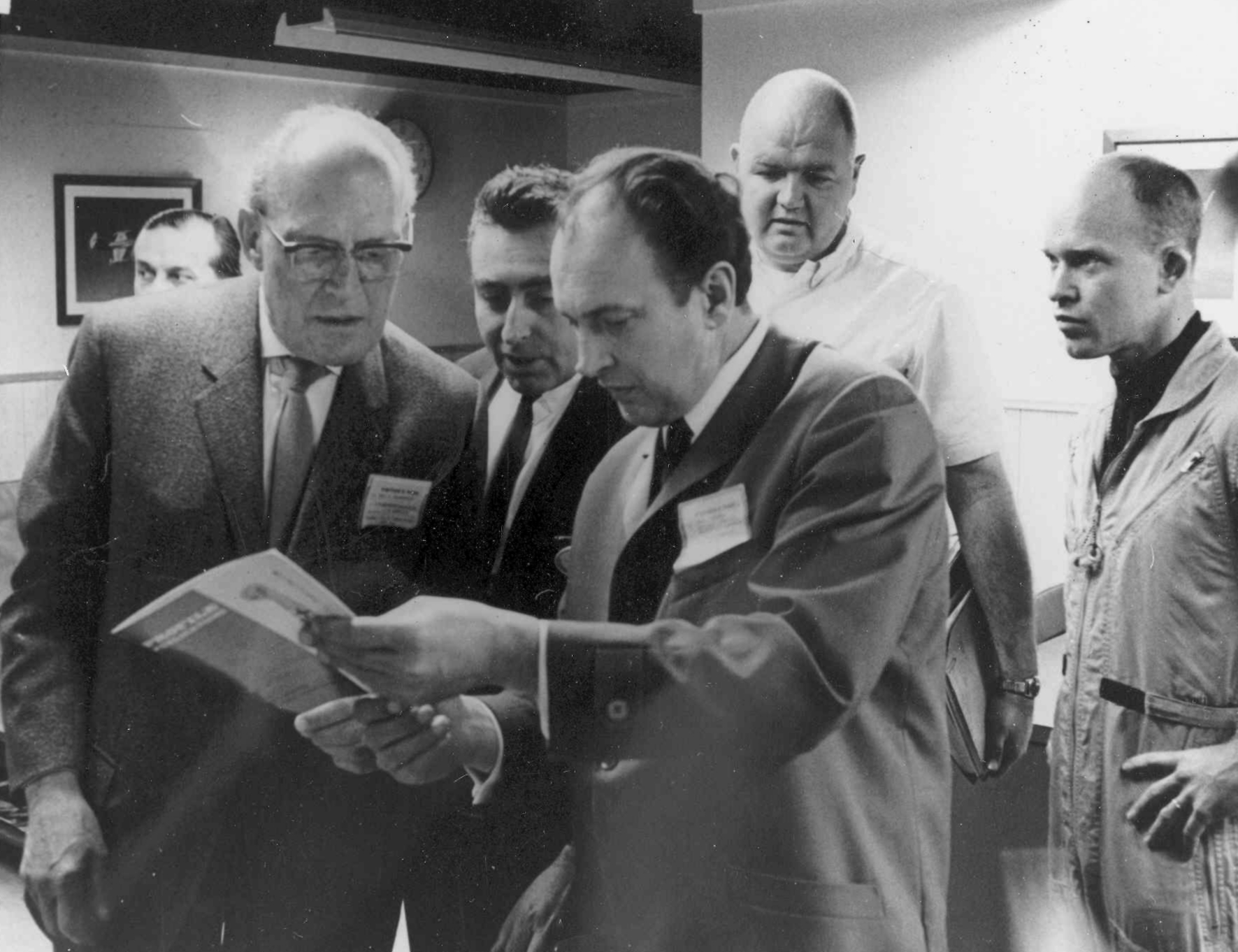
MBB会長職を勇退する頃のメッサーシュミット(左)(1970年)

第二次世界大戦での敗戦後、強制労働の罪で1948年に有罪となり、2年間収監された。釈放後はメッサーシュミット社に戻ったが、航空機の製造や研究は1955年まで禁止されたので、プレハブ住宅や小型自動車やミシンを製造する。
一方で航空機の製造と研究を続行するため、スペインに移住しイスパノ航空(Hispano Aviacion)を立ち上げ、ジェット練習機：HA-200の開発や、軽量戦闘機の基礎研究を行った。戦闘機の機体設計は興味を示したエジプトが買い取り、そこでヘルワン HA 300の設計を行った。だが同じくドイツ出身のクルト・タンク（フォッケウルフの技術部長）を招聘してインドが開発したHF-24 マルートと比べると、機体設計では劣っていた。結局HA-300の開発は、第三次中東戦争の勃発と、それに伴いソ連から戦闘機を調達する見込みが立った事から、中止となった。航空機製造の解禁後、メッサーシュミット社はフィアットG.91やロッキードF-104Gのライセンス生産を行った。

### 晩年
メッサーシュミット社は合併を経て1969年にメッサーシュミット・ベルコウ・ブローム(Messerschmitt-Bolkow-Blohm、MBB)となるが、メッサーシュミットは会長の座にとどまり、翌1970年に引退した。
1972年の妻リリー(ミヒェル-ラウリーノ男爵令嬢)の死がメッサーシュミットの人生における最後の重要な区切りとなった。メッサーシュミットは1978年9月15日、ミュンヘンで外科手術を受けた後に亡くなり、妻の眠るバンベルクのメッサーシュミット家の納骨堂に埋葬された。

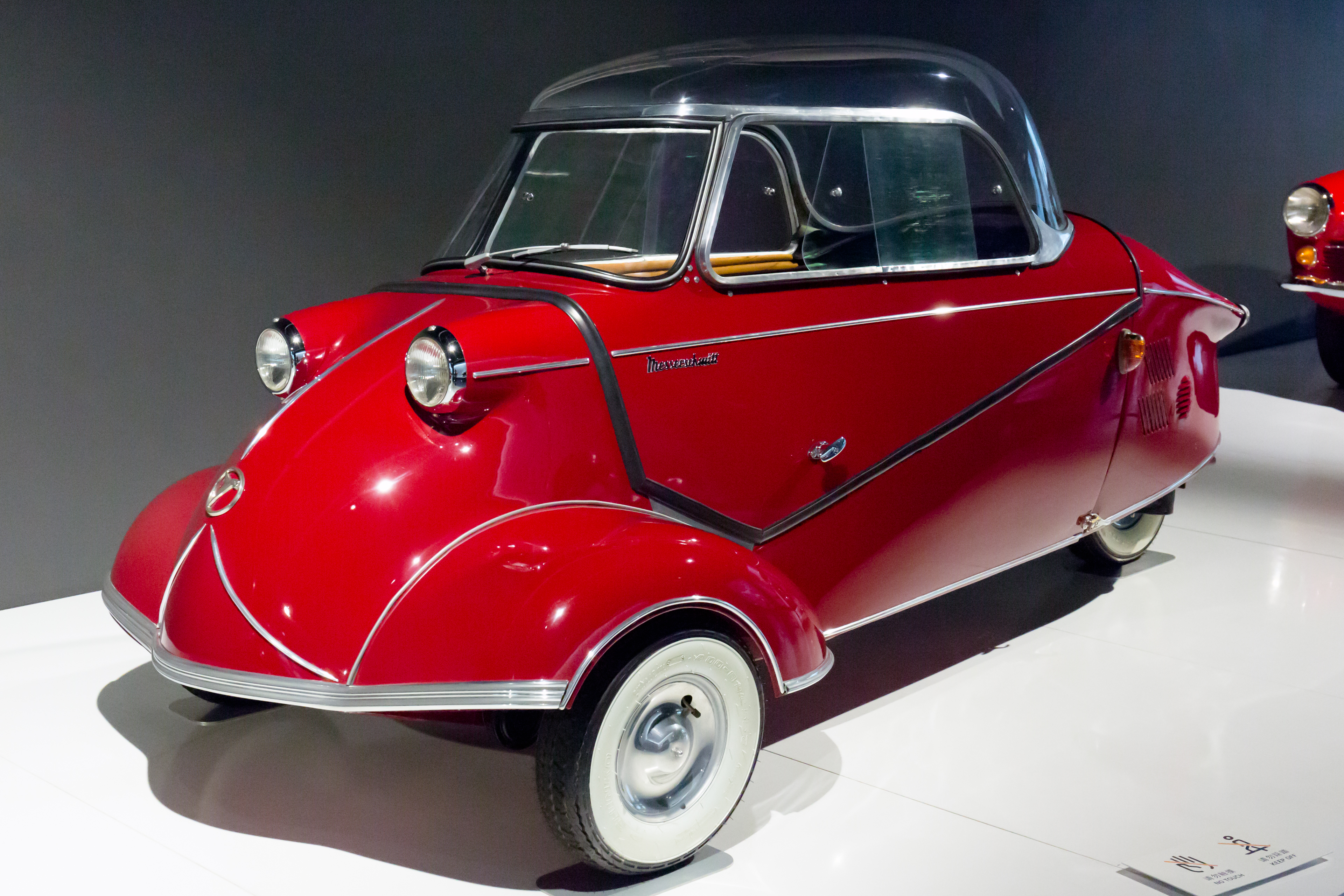
小型自動車 KR200
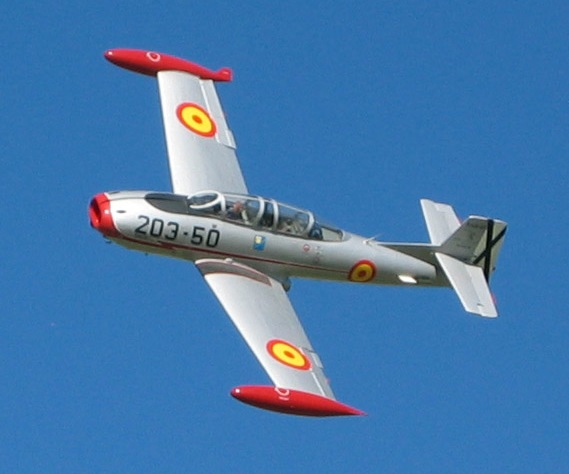
イスパノ HA-200
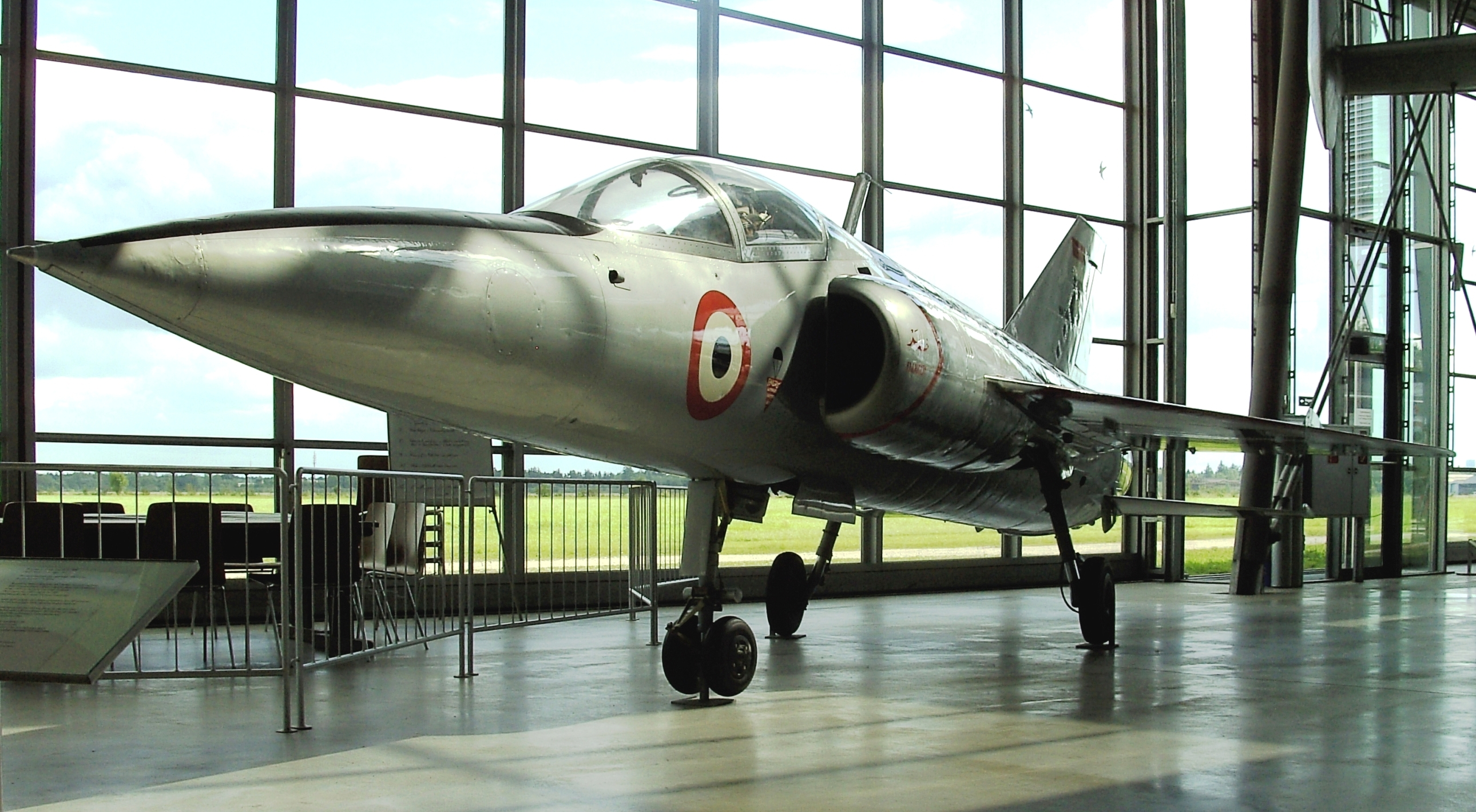
ヘルワン HA-300